# Givors
Givors [ʒivɔʁ] ist eine französische Gemeinde und Stadt mit 20.943 Einwohnern (Stand 1. Januar 2022) in der Métropole de Lyon in der Region Auvergne-Rhône-Alpes. Sie gehört administrativ zum Arrondissement Lyon und war bis 2015 Hauptort des gleichnamigen Kantons Givors.

## Geographie
Die Stadt liegt rund 25 Kilometer südlich von Lyon an der Mündung des Flusses Gier in die Rhone. Diese bildet hier teilweise die Grenze zum benachbarten Département Isère. Die Gemeinde liegt am Rande des Regionalen Naturparks Pilat und ist mit diesem als Zugangsort assoziiert.
Nachbargemeinden sind:
| - Montagny im Norden - Grigny-sur-Rhône im Nordosten - Chasse-sur-Rhône im Südosten (Département Isère) - Loire-sur-Rhône im Süden | - Échalas und Saint-Romain-en-Gier im Südwesten - Ternay im Westen - Beauvallon im Westen und Nordwesten |

## Geschichte

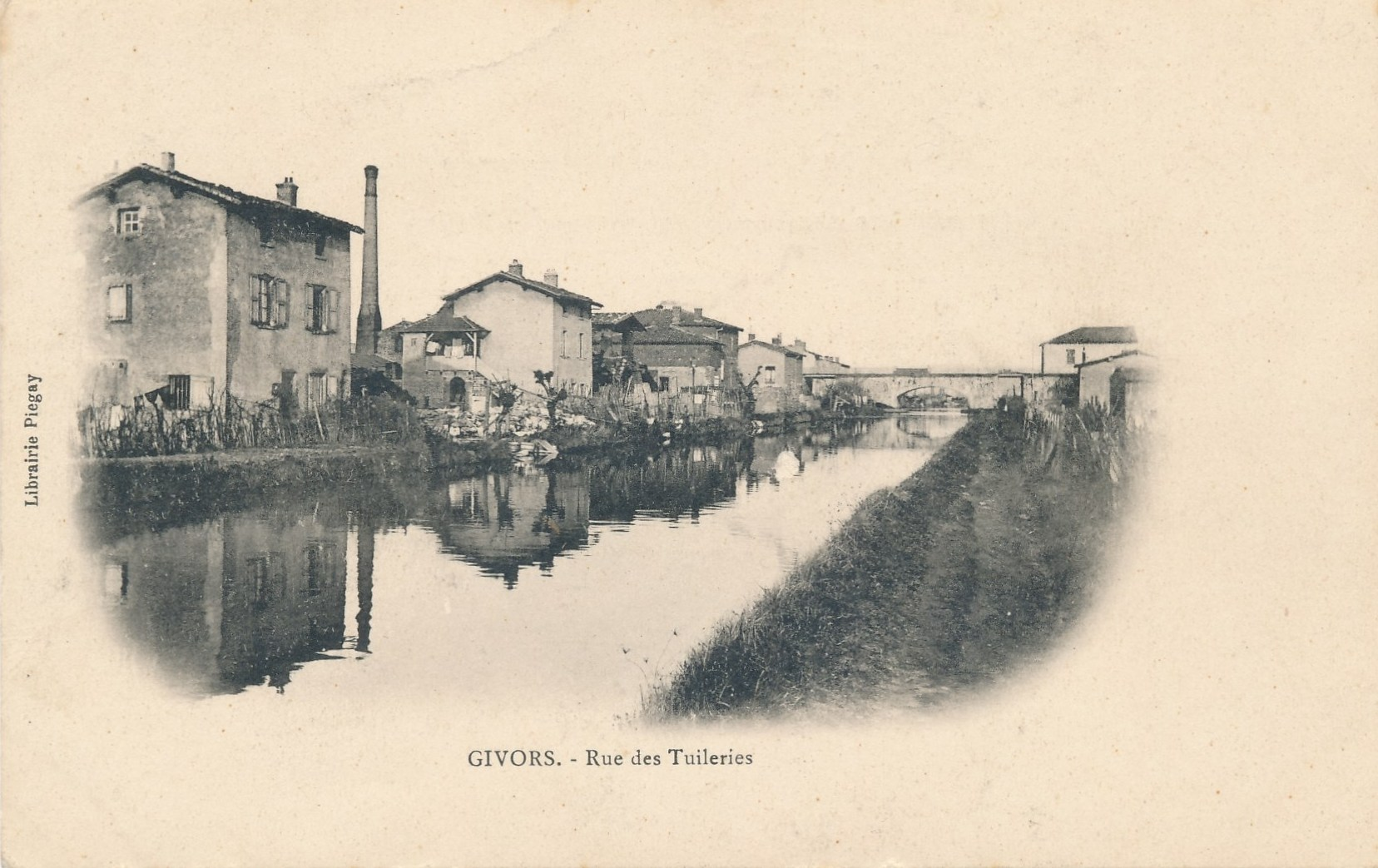
Canal de Givors in Givors (um 1900)

Zwischen 1763 und 1780 entstand der Canal de Givors, ein Seitenkanal des Gier. Als Verbindung der Rhone mit der Loire projektiert und daher auch als Canal des deux mers bezeichnet, wurde er nur bis ins 15,5 Kilometer entfernte Rive-de-Gier gebaut und später um fünf Kilometer bis La Grand-Croix verlängert. 1926 wurde der Kanal stillgelegt und 1970 im Stadtgebiet mit der Autobahn A 47 überbaut. An ihn erinnert der Name des Stadtviertels Quartier de Canal.
Mitte Oktober 2024 wurde Givors von der größten Hochwasserkatastrophe der jüngeren Zeit heimgesucht. Binnen Minuten trat nach starken Regenfällen der Gier weit über die Ufer und überschwemmte insbesondere das Gewerbegebiet, die Autobahn A 47 und die Bahnstrecke Saint-Étienne–Lyon.

## Politik
Der Bürgermeister Mohamed Boudjellaba (Divers gauche|DVG) ist seit 2020 im Amt. Er ist der erste nicht-kommunistische Bürgermeister seit 1953. Seine Vorgänger Christiane Charnay (2017 bis 2020), Martial Passi (1993 bis 2017) und Camille Vallin (1953 bis 1993) gehörten der Französischen Kommunistischen Partei (PCF) an.

## Wappen
Beschreibung: In Rot drei goldene Bienen (2:1 gestellt).
Symbolik: Das Wappen hatte unter Napoleon im rechten Obereck in Blau das goldene N für die Initiale des Kaisers mit darüber schwebenden Stern. Auch eine fünftürmige silberne Mauerkrone im Oberwappen und ein blau gebundener silberner halboffener Kranz umgab den Schild. Dieser hing an einem quergelegten Heroldsstab.

## Verkehr

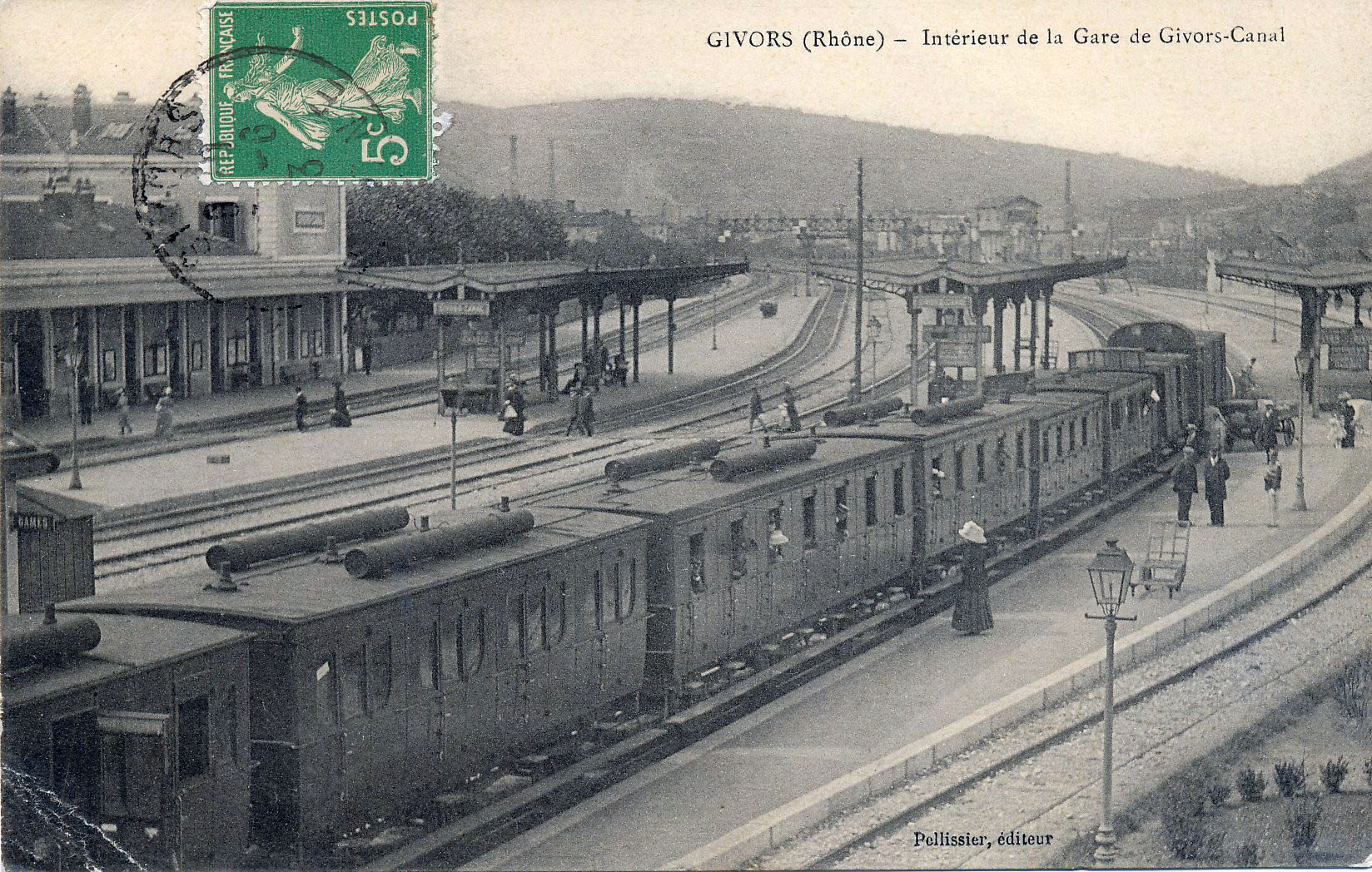
Bahnhof Givors-Canal um 1890

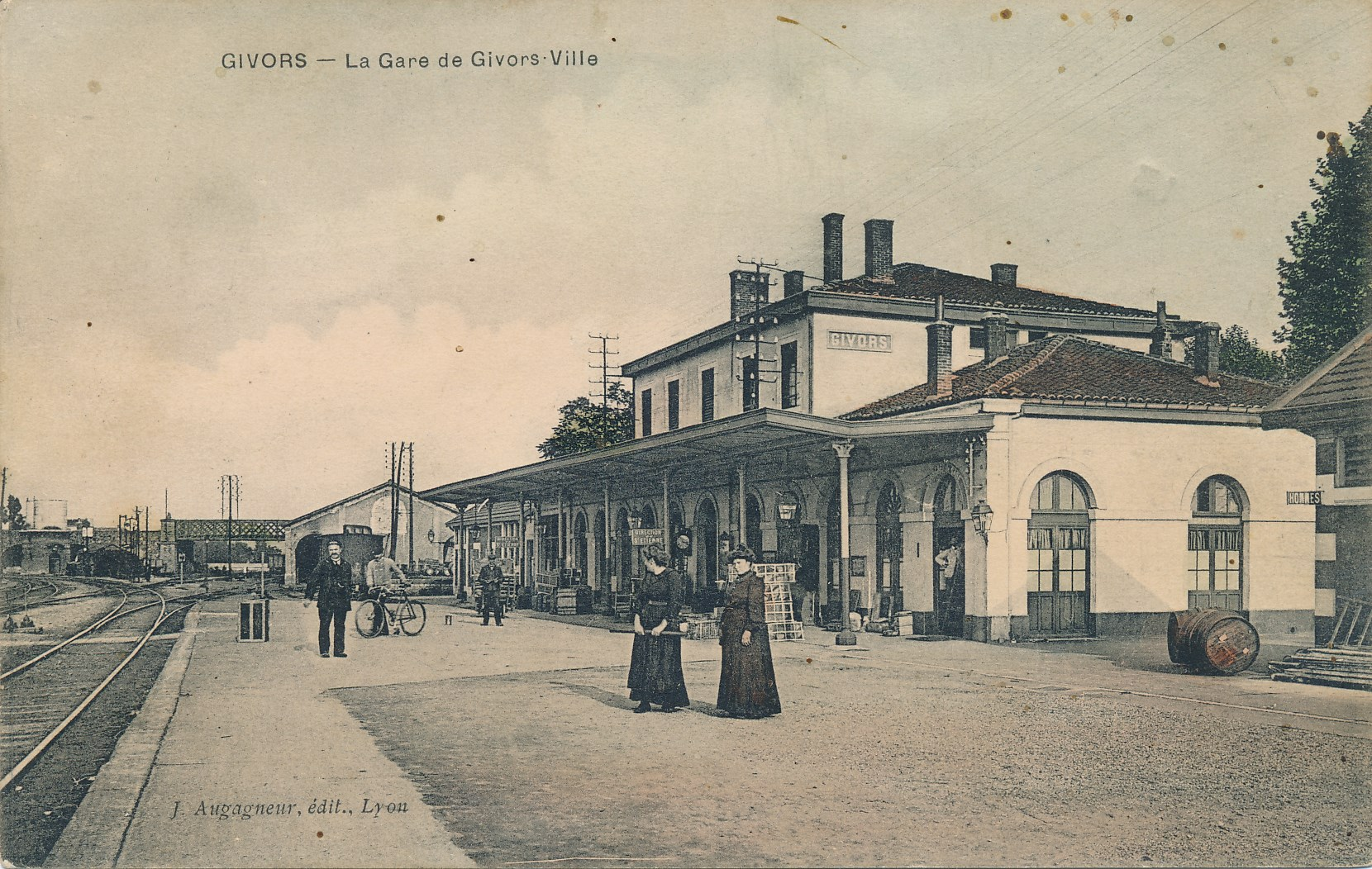
Bahnhof Givors-Ville um 1900

Seit 1832 besteht der Bahnhof Givors-Ville an der Bahnstrecke Saint-Étienne–Lyon, der zweiten Bahnstrecke Frankreichs. Diese wurde später in die Bahnstrecke Moret-Veneux-les-Sablons–Lyon-Perrache integriert. Heute wird er von Regionalzügen des TER Auvergne-Rhône-Alpes der Verbindung Saint-Étienne–Lyon-Perrache bedient.
Im Trennungsbahnhof Givors-Canal im Quartier de Canal halten nur TER-Züge der Relation Givors-Ville–Lyon-Perrache. Er ist Ausgangspunkt der Bahnstrecken Paray-le-Monial–Givors-Canal und Givors-Canal–Grezan, die aktuell in diesem Bereich nur noch im Güterverkehr betrieben werden.
Durch die Stadt verläuft in West-Ost-Richtung die Autobahn A 47, die im Stadtgebiet vier Anschlussstellen aufweist. Die parallel zu ihr in Richtung Saint-Étienne führende ehemalige Nationalstraße N 88 wurde zur Departementsstraße D 488, die in Nord-Süd-Richtung dem westlichen Rhoneufer folgende N 86 zur D 386 abgestuft. Nahe Givors besteht am Autobahnkreuz Échangeur de Chasse-sur-Rhône Anschluss an die Autobahnen A 7 (Autoroute du Soleil) und A 46.

## Städtepartnerschaften
Partnerstädte von Givors sind
- Döbeln (Deutschland) seit 1960
- Gavinané (Mali) seit 1986
- Nawapolazk (Belarus) seit 1990
- Aïn Benian (Algerien) seit 2000
- Orvieto (Italien) seit 2000
- Vila Nova de Famalicão (Portugal) seit 2000

## Persönlichkeiten
- Anthony Lopes (* 1990), portugiesischer Fußballtorwart